# Mappa di Vinland

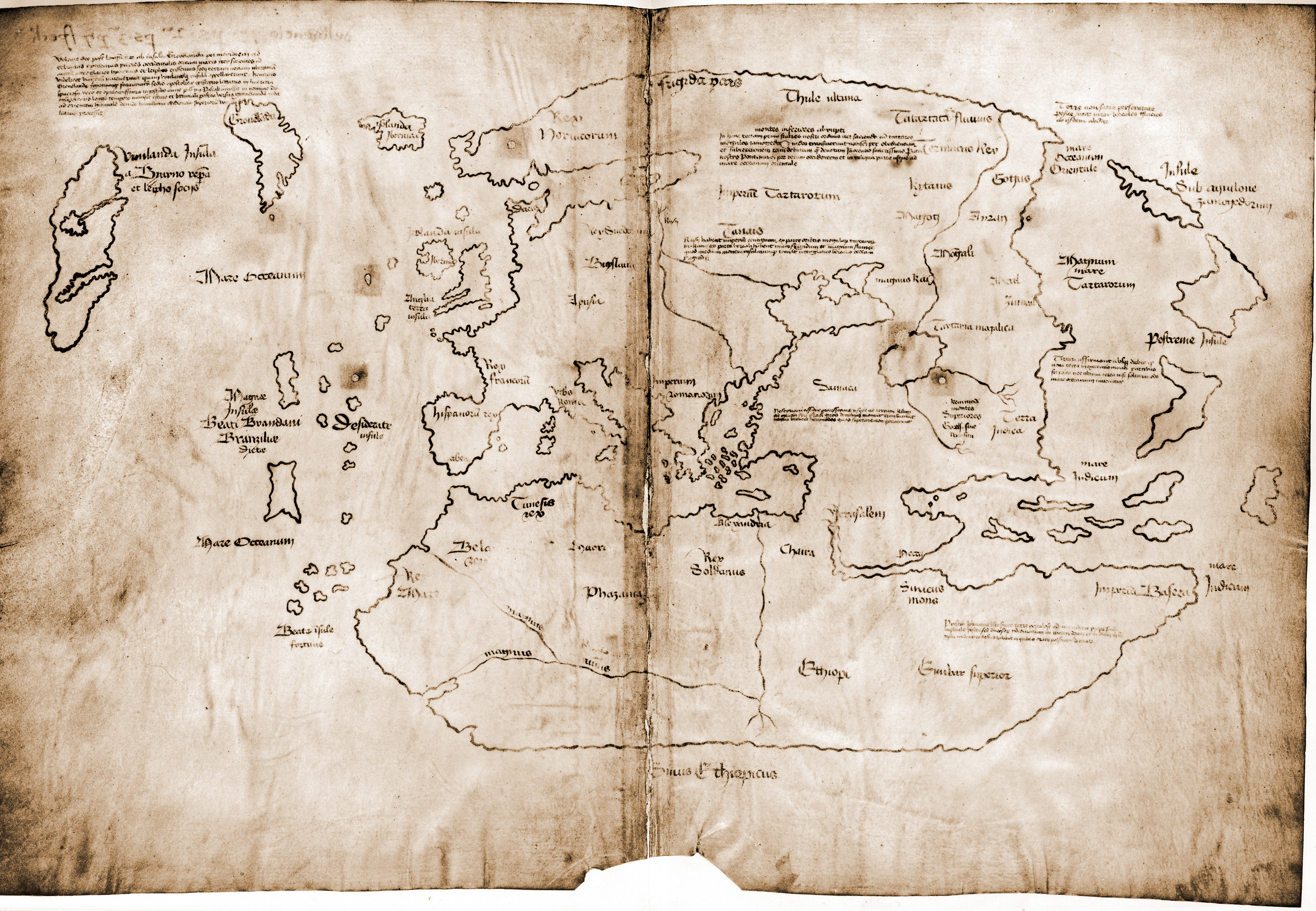
La Mappa di Vinland: rappresenta tutto il mondo conosciuto nel XV secolo. Il Vinland è la grande isola in alto a sinistra, a sud-ovest della Groenlandia.

La mappa di Vinland (in inglese: Vinland Map) è una presunta carta geografica del XV secolo, ora considerata un falso. Essa è disegnata con inchiostro su pergamena e le sue dimensioni sono 28×40 cm. La mappa rappresenta tutta l'ecumene nel XV secolo: oltre ad includere Europa, Asia e Africa, essa rappresenta anche Islanda, Groenlandia e più ad ovest, una terra denominata Vinilanda Insula ("isola di Vinland"), con un'iscrizione che parla della sua scoperta da parte dei Vichinghi nell'XI secolo. Nell'Atlantico sono inoltre disegnate alcune isole presenti in resoconti leggendari come quello della navigazione di san Brandano.
Lo scalpore suscitato dalla sua scoperta deriva proprio dal fatto che essa raffigura, all'interno del mondo allora conosciuto, la Vinilanda Insula: se fosse stata autentica, la mappa di Vinland avrebbe quindi contenuto la più antica rappresentazione del Nuovo Mondo, confermando dunque la tesi della frequentazione vichinga dell'America. L'autenticità della mappa è stata però messa in dubbio sin dalla sua pubblicazione nel 1965; di recente, sia le analisi chimiche che le monografie scientifiche più recenti hanno indicato che si tratta con certezza di un falso. Anche gli studi filologici sono giunti a questa conclusione, come sottolineato da Paolo Chiesa in una conferenza tenuta presso l'Università degli studi di Milano.

## Storia
La Mappa di Vinland venne trovata negli anni cinquanta in una biblioteca privata, rilegata insieme a un trattato intitolato Relazione Tartara, resoconto della spedizione in Mongolia del frate francescano Giovanni da Pian del Carpine.
Nel 1957 il trattato e la mappa furono offerti al British Museum che dopo averli esaminati rinunciò ad acquistarli perché la loro provenienza non era documentata e la rilegatura era recente, il che faceva sospettare che i due documenti non fossero originalmente uniti insieme. Inoltre la Relazione Tartara era sconosciuta e non vi era certezza della sua autenticità; i dubbi su di essa vennero fugati solo nel 2004 quando ne venne scoperta un'altra copia a Lucerna, in Svizzera.
La relazione e la mappa vennero quindi venduti dall'Italiano Enzo Ferrajoli a Laurence Witten, un libraio di New Haven, negli Stati Uniti, per 3500 dollari. Poco tempo dopo Witten e Thomas Marston, bibliotecario della Yale University, scoprirono che alcuni fori praticati dalle tarme corrispondevano a quelli presenti su un altro volume, una copia dello Speculum Historiae di Vincent de Beauvais, un testo sicuramente medioevale. Ciò dimostrava che i due libri e la mappa erano stati un tempo rilegati insieme.
La Yale University acquistò quindi entrambi i volumi per circa 300.000 dollari e nel 1965 pubblicò il libro The Vinland Map and the Tartar Relation, nel quale si sosteneva l'autenticità della mappa e si ipotizzava che fosse stata disegnata intorno al 1440, in occasione del Concilio di Basilea, e che le informazioni in essa contenute derivassero da un viaggio nel Vinland compiuto nel XII secolo da Eric Gnupsson, primo vescovo della Groenlandia, come affermano le iscrizioni sulla mappa stessa. A favore dell'autenticità si espressero anche molti partecipanti (ma non tutti) ad un convegno organizzato l'anno successivo dallo Smithsonian Institute.
La situazione cambiò nel 1974 quando la mappa venne sottoposta ad esami scientifici: Walter McCrone, l'autore degli esami, affermò di avere scoperto che l'inchiostro usato per disegnare la mappa era di fabbricazione recente, non anteriore al 1920. Nel 2002, l'esame del carbonio 14 ha mostrato che la pergamena su cui la mappa è disegnata risale alla prima metà del XV secolo; tuttavia resta la possibilità che un falsario moderno si sia procurato una pergamena d'epoca.

## Studi scientifici
Nel 1974 e nel 1991, analisi effettuate dal microscopista Walter McCrone del McCrone Research Institute di Chicago sull'inchiostro della mappa, mediante spettroscopia XRD e SEM, rilevarono la presenza di particelle micrometriche di anatasio, una forma di diossido di titanio (TiO2). L'anatasio è utilizzato nella pittura con il nome di bianco di titanio, ma viene prodotto soltanto dal 1920, poiché prima non era possibile raffinarlo. McCrone concluse quindi che la mappa era opera di un falsario della prima metà del XX secolo, che avrebbe usato l'anatasio per simulare l'ingiallimento dell'inchiostro dandogli l'apparenza di antichità.
Un altro dato contrario all'autenticità era la precisione del disegno della Groenlandia, considerata anacronistica rispetto alla datazione presunta del XV secolo.
Negli anni successivi altri studiosi sostennero l'autenticità della mappa, asserendo che l'anatasio poteva essere un prodotto di degradazione naturale dell'inchiostro, e successive analisi, in contrasto con i risultati pubblicati da McCrone, documentarono concentrazioni di titanio molto basse, tali da poter essere considerate contaminazioni di altri inchiostri.
La spettroscopia Raman del 2001 di R. Clark e K. Brown, ricercatori del Christopher Ingold Laboratories dello University College di Londra, effettuata con laser rosso λ = 632,8 nm, rilevò due colori sulla pergamena: righe gialle e righe nere sovrapposte alle gialle, ma in gran parte svanite.
L'analisi delle righe nere fornì indicazioni circa un inchiostro a base di carbone. L'analisi delle righe gialle mostrò un'elevata fluorescenza di fondo, dovuta a leganti organici, ma ciò non impedì la determinazione dell'anatasio. Il fatto che fosse presente solo in determinati punti della pergamena portò alla conclusione che la sua presenza sia intenzionale e non dovuta a contaminazioni ambientali.
Nel libro The Tartar Relation, il resoconto del viaggio in Mongolia in cui la mappa fu rinvenuta, sono presenti le stesse linee nere, con risultati alle analisi diversi rispetto alla mappa. Questo proverebbe che i due documenti non sono opera della stessa mano. L'ipotesi conclusiva del gruppo di Clark rinforza quella di McCrone, e cioè che un falsario abbia creato l'effetto di deterioramento sulla pergamena con inchiostro ferrogallico: il disegno sulla pergamena risalirebbe al XX secolo.
La datazione al radiocarbonio effettuata nel 2002 ha stabilito che la pergamena su cui la mappa è disegnata risale al 1434±11, ma ciò non esclude che il disegno possa essere di epoca posteriore. Il falsario, in questa ipotesi, avrebbe usato una pergamena antica per rendere più credibile la mappa.
Nel 2002 il periodico Sunday Times pubblicò l'opinione di una studiosa di rotte ed esplorazioni del Nord Atlantico. Secondo questa studiosa, il falso è attribuibile a padre Joseph Fischer, un gesuita austriaco, che avrebbe disegnato la mappa intorno agli anni trenta, su un foglio di pergamena ricavato da un volume del 1440. L'esperta giunse a questa conclusione sulla base del confronto calligrafico e basandosi sull'esperienza in campo cartografico di padre Fischer, il quale si suppone abbia creato il falso in preda ad una profonda depressione, dopo che nel 1934 le sue credenziali accademiche erano state messe pubblicamente in discussione.
Uno studio pubblicato nel 2021 dell'Università di Yale ha analizzato l'intera superficie del manoscritto con tecnologie prima inaccessibili, come la fluorescenza a raggi X, che è stata usata per la scansione bidimensionale dell’intero oggetto. Dai risultati è emerso la mappa è stata disegnata con inchiostro prodotto negli anni 20 del XX secolo.